# Сабитов, Руслан Рустамович
Руслан Рустамович Сабитов — российский скелетонист.

## Биография
Начал заниматься скелетоном в 2008 году в возрасте 15 лет. Первый тренер — заслуженный тренер России Алимов Денис Равилевич. Так же тренировался в юниорской сборной России у Колпакова Сергея Александровича.
Член Олимпийской сборной 2014 Сочи (резерв — открывающий на Олимпиаде).
Мастер спорта международного класса. Единственный победитель общего зачета Кубка Европы из России среди мужчин за всю историю Российского скелетона. (Сезон 2014—2015). Призер кубка России по бобслею 2016 года (как разгоняющий)
Служил в спортроте ЦСКА.
Закончил карьеру в октябре 2017 года.
В 2019 году участвовал в мировом кибер чемпионате во Франции за команду SMP Racing. Выступая в 24х часах параллельно реальным гонкам на Французской трассе Ла-Сарте.
Так же в 2019 году стал первым чемпионом России по виртуальным гонкам на симуляторе Forza Motorsport 7.
В 2020 году стал бронзовым призером ВТБ Киберлиги по Регби за РК ЦСКА
В 2020 году стал игроком фарм клуба ЦСКА - Армейцы (любительский дивизион) на позиции крайнего вингера. В дебютном сезоне стал призером Чемпионата Москвы среди любительских команд (3 место).
Закончил спортивную карьеру как игрок Регби в 2021 году.
В 2022 году начал сольную карьеру RnB певца под псевдонимом Monteru (первый трек Улетаем прослушали за месяц более 10 тысяч раз).

### Чемпионат мира среди юниоров
- 2012: Иглс — 6 место
- 2014: Винтерберг — 16 место
- 2015: Альтенберг — 10 место
- 2016: Винтерберг — 10 место

### Кубок Европы по скелетону
- 2012-13: — 3 место
- 2013-14: — 5 место
- 2014-15: — 1 место
- 2015-16: — 31 место (4 этапа)

Многократный призёр первенства России среди юниров, призёр кубка России, победитель спартакиады учащихся 2009, победитель спартакиады молодёжи 2012, победитель скелетон-стартов 2012 среди юниоров

## Результаты
Чемпионат мира среди юниоров
- 2012 — Иглс — 6 место
- 2014 — Винтерберг — 16 место
- 2015 — Альтенберг — 10 место
- 2016 — Винтерберг — 10 место

Кубок Европы по скелетону
- 2012-13 — 3 место
- 2013-14 — 5 место
- 2014-15 — 1 место
- 2015-16 — 31 место (4 этапа)